# Progressione del record mondiale dei 100 m rana
In vasca corta (25 metri) i record del mondo sono omologati dalla FINA dal 3 marzo 1991.

## Uomini

### Vasca lunga
| #                         | Tempo   | +  | Atleta                 | Nazionalità      | Data              | Evento              | Luogo                        | Ref   |
| ------------------------- | ------- | -- | ---------------------- | ---------------- | ----------------- | ------------------- | ---------------------------- | ----- |
| Rana-farfalla             |         |    |                        |                  |                   |                     |                              |       |
| 1                         | 1'24"0  |    | Andras Baronyi         | Ungheria         | 17 novembre 1907  |                     | Vienna, Austria              |       |
| 2                         | 1'22"6  |    | Félicien Courbet       | Belgio           | 30 settembre 1909 |                     | Bruxelles, Belgio            |       |
| 3                         | 1'21"8  |    | Odon Goldi             | Ungheria         | 12 giugno 1910    |                     | Budapest, Ungheria           |       |
| 4                         | 1'18"4  |    | Walter Bathe           | Germania         | 2 ottobre 1910    |                     | Magdeburgo, Germania         |       |
| 5                         | 1'17"8  |    | Walter Bathe           | Germania         | 18 dicembre 1910  |                     | Budapest, Ungheria           |       |
| 6                         | 1'16"8  |    | Wilhelm Lützow         | Germania         | 24 maggio 1921    |                     | Magdeburgo, Germania         |       |
| 7                         | 1'16"2  |    | Márton Sipos           | Ungheria         | 24 settembre 1922 |                     | Budapest, Ungheria           |       |
| 8                         | 1'15"9  |    | Erich Rademacher       | Germania         | 5 aprile 1925     |                     | Lipsia, Germania             |       |
| 9                         | 1'15"6  |    | Heinz Faust            | Germania         | 5 dicembre 1926   |                     | Strasburgo, Francia          |       |
| 10                        | 1'14"0  |    | Walter Spence          | Canada           | 28 ottobre 1927   |                     | New York, Stati Uniti        |       |
| 11                        | 1'13"6  |    | Jacques Cartonnet      | Francia          | 20 maggio 1932    |                     | Parigi, Francia              |       |
| 12                        | 1'13"0  |    | Jacques Cartonnet      | Francia          | 4 febbraio 1933   |                     | Parigi, Francia              |       |
| 13                        | 1'12"4  |    | Jacques Cartonnet      | Francia          | 8 febbraio 1933   |                     | Parigi, Francia              |       |
| 14                        | 1'10"8  |    | John Higgins           | Stati Uniti      | 22 febbraio 1935  |                     | New Haven, Stati Uniti       |       |
| 15                        | 1'10"0  |    | John Higgins           | Stati Uniti      | 3 marzo 1936      |                     | New Haven, Stati Uniti       |       |
| 16                        | 1'09"8  |    | Jacques Cartonnet      | Francia          | 6 agosto 1937     |                     | Tolosa, Francia              |       |
| 17                        | 1'09"5  |    | Joachim Balke          | Germania         | 12 novembre 1938  |                     | Brema, Germania              |       |
| 18                        | 1'07"3  |    | Dick Hough             | Stati Uniti      | 15 aprile 1939    |                     | New Haven, Stati Uniti       |       |
| 19                        | 1'07"2  |    | Leonid Meškov          | Unione Sovietica | 20 dicembre 1949  |                     | Mosca, Unione Sovietica      |       |
| 20                        | 1'07"0  |    | Leonid Meškov          | Unione Sovietica | 23 febbraio 1950  |                     | Minsk, Unione Sovietica      |       |
| 21                        | 1'06"8  |    | Leonid Meškov          | Unione Sovietica | 17 aprile 1950    |                     | Mosca, Unione Sovietica      |       |
| 22                        | 1'06"6  |    | Leonid Meškov          | Unione Sovietica | 7 gennaio 1951    |                     | Mosca, Unione Sovietica      |       |
| 23                        | 1'06"5  |    | Leonid Meškov          | Unione Sovietica | 5 maggio 1951     |                     | Mosca, Unione Sovietica      |       |
| 24                        | 1'05"8  |    | Herbert Klein          | Germania Ovest   | 17 febbraio 1952  |                     | Norderney, Germania Ovest    |       |
| Separazione rana-farfalla |         |    |                        |                  |                   |                     |                              |       |
| 25                        | 1'11"9  |    | Vladimir Minaškin      | Unione Sovietica | 11 febbraio 1953  |                     | Leningrado, Unione Sovietica |       |
| 26                        | 1'11"2  |    | Vladimir Minaškin      | Unione Sovietica | 23 febbraio 1953  |                     | Leningrado, Unione Sovietica |       |
| 27                        | 1'10"9  |    | Marius Petrusewicz     | Polonia          | 18 ottobre 1953   |                     | Breslavia, Polonia           |       |
| 28                        | 1'10"5  |    | Vladimir Minaškin      | Unione Sovietica | 24 febbraio 1954  |                     | Stoccolma, Svezia            |       |
| 29                        | 1'09"8  |    | Marius Petrusewicz     | Polonia          | 23 maggio 1954    |                     | Breslavia, Polonia           |       |
| 30                        | 1'08"2  |    | Masaru Furukawa        | Giappone         | 1º ottobre 1955   |                     | Tokyo, Giappone              |       |
| Nuovo regolamento         |         |    |                        |                  |                   |                     |                              |       |
| 31                        | 1'12"7  |    | Viteslav Svozil        | Cecoslovacchia   | 1º maggio 1957    |                     | Piešťany, Cecoslovacchia     |       |
| 32                        | 1'11"6  |    | Chi Lieh-Yung          | Cina             | 1º maggio 1957    |                     | Canton, Cina                 |       |
| 33                        | 1'11"5  |    | Vladimir Minaškin      | Unione Sovietica | 15 settembre 1957 |                     | Lipsia, Germania Est         |       |
| 34                        | 1'11"4  |    | Leonid Kolesnikov      | Unione Sovietica | 5 maggio 1961     |                     | Mosca, Unione Sovietica      |       |
| 35                        | 1'11"1  |    | Chet Jastremski        | Stati Uniti      | 2 luglio 1961     |                     | Chicago, Stati Uniti         |       |
| 36                        | 1'10"8  |    | Gunter Tittes          | Germania Est     | 5 luglio 1961     |                     | Berlino Est, Germania Est    |       |
| 37                        | 1'10"7  |    | Chet Jastremski        | Stati Uniti      | 28 luglio 1961    |                     | Tokyo, Giappone              |       |
| 38                        | 1'10"0  |    | Chet Jastremski        | Stati Uniti      | 30 luglio 1961    |                     | Tokyo, Giappone              |       |
| 39                        | 1'09"5  |    | Chet Jastremski        | Stati Uniti      | 3 agosto 1961     |                     | Osaka, Giappone              |       |
| 40                        | 1'07"8  |    | Chet Jastremski        | Stati Uniti      | 20 agosto 1961    |                     | Los Angeles, Stati Uniti     |       |
| 41                        | 1'07"5  |    | Chet Jastremski        | Stati Uniti      | 20 agosto 1961    |                     | Los Angeles, Stati Uniti     |       |
| 42                        | 1'07"4  |    | Georgij Prokopenko     | Unione Sovietica | 26 marzo 1964     |                     | Baku, Unione Sovietica       |       |
| 43                        | 1'06"9  |    | Georgij Prokopenko     | Unione Sovietica | 3 settembre 1964  |                     | Mosca, Unione Sovietica      |       |
| 44                        | 1'06"7  |    | Vladimir Kosinskij     | Unione Sovietica | 8 novembre 1967   |                     | Leningrado, Unione Sovietica |       |
| 45                        | 1'06"4  |    | José Sylvio Fiolo      | Brasile          | 19 febbraio 1968  |                     | Rio de Janeiro, Brasile      |       |
| 46                        | 1'06"2  |    | Nikolaj Pankin         | Unione Sovietica | 18 aprile 1968    |                     | Leningrado, Unione Sovietica |       |
| 47                        | 1'05"8  |    | Nikolaj Pankin         | Unione Sovietica | 20 aprile 1969    |                     | Magdeburgo, Germania Est     |       |
| 48                        | 1'05"68 | sf | John Hencken           | Stati Uniti      | 29 agosto 1972    | Giochi olimpici     | Monaco, Germania Ovest       |       |
| 49                        | 1'05"13 | sf | Nobutaka Taguchi       | Giappone         | 29 agosto 1972    | Giochi olimpici     | Monaco, Germania Ovest       |       |
| 50                        | 1'04"94 |    | Nobutaka Taguchi       | Giappone         | 30 agosto 1972    | Giochi olimpici     | Monaco, Germania Ovest       |       |
| 51                        | 1'04"35 | b  | John Hencken           | Stati Uniti      | 4 settembre 1973  | Campionati mondiali | Belgrado, Jugoslavia         |       |
| 52                        | 1'04"02 |    | John Hencken           | Stati Uniti      | 9 settembre 1973  | Campionati mondiali | Belgrado, Jugoslavia         |       |
| 53                        | 1'03"88 |    | John Hencken           | Stati Uniti      | 31 agosto 1974    |                     | Concord, Stati Uniti         |       |
| 53 =                      | 1'03"88 | b  | John Hencken           | Stati Uniti      | 19 luglio 1976    | Giochi olimpici     | Montréal, Canada             |       |
| 54                        | 1'03"62 | sf | John Hencken           | Stati Uniti      | 19 luglio 1976    | Giochi olimpici     | Montréal, Canada             |       |
| 55                        | 1'03"11 |    | John Hencken           | Stati Uniti      | 20 luglio 1976    | Giochi olimpici     | Montréal, Canada             |       |
| 56                        | 1'02"86 |    | Gerald Mörken          | Germania Ovest   | 17 agosto 1977    | Campionati europei  | Jönköping, Svezia            |       |
| 57                        | 1'02"62 |    | Steve Lundquist        | Stati Uniti      | 19 luglio 1982    |                     | Mission Viejo, Stati Uniti   |       |
| 58                        | 1'02"53 |    | Steve Lundquist        | Stati Uniti      | 21 agosto 1982    |                     | Indianapolis, Stati Uniti    |       |
| 59                        | 1'02"34 |    | Steve Lundquist        | Stati Uniti      | 6 agosto 1983     |                     | Clovis, Stati Uniti          |       |
| 60                        | 1'02"28 |    | Steve Lundquist        | Stati Uniti      | 17 agosto 1983    |                     | Caracas, Venezuela           |       |
| 61                        | 1'02"13 |    | John Moffet            | Stati Uniti      | 25 giugno 1984    |                     | Indianapolis, Stati Uniti    |       |
| 62                        | 1'01"65 |    | Steve Lundquist        | Stati Uniti      | 29 luglio 1984    | Giochi olimpici     | Los Angeles, Stati Uniti     |       |
| 63                        | 1'01"49 |    | Adrian Moorhouse       | Gran Bretagna    | 15 agosto 1989    | Campionati europei  | Bonn, Germania Ovest         |       |
| 63 =                      | 1'01"49 |    | Adrian Moorhouse       | Gran Bretagna    | 25 gennaio 1990   |                     | Auckland, Nuova Zelanda      |       |
| 63 =                      | 1'01"49 |    | Adrian Moorhouse       | Gran Bretagna    | 26 luglio 1990    |                     | Londra, Regno Unito          |       |
| 63 =                      | 1'01"49 | b  | Norbert Rózsa          | Ungheria         | 13 gennaio 1991   | Campionati mondiali | Perth, Australia             |       |
| 64                        | 1'01"45 |    | Norbert Rózsa          | Ungheria         | 13 gennaio 1991   | Campionati mondiali | Perth, Australia             |       |
| 64 =                      | 1'01"45 |    | Vasilij Ivanov         | Unione Sovietica | 11 giugno 1991    |                     | Mosca, Unione Sovietica      |       |
| 65                        | 1'01"29 |    | Norbert Rózsa          | Ungheria         | 20 agosto 1991    | Campionati europei  | Atene, Grecia                |       |
| 66                        | 1'00"95 |    | Károly Guttler         | Ungheria         | 3 agosto 1993     | Campionati europei  | Sheffield, Regno Unito       |       |
| 67                        | 1'00"60 |    | Frederik Deburghgraeve | Belgio           | 20 luglio 1996    | Giochi olimpici     | Atlanta, Stati Uniti         |       |
| 68                        | 1'00"36 |    | Roman Sludnov          | Russia           | 15 giugno 2000    |                     | Mosca, Russia                |       |
| 69                        | 1'00"29 |    | Ed Moses               | Stati Uniti      | 28 marzo 2001     |                     | Austin, Stati Uniti          |       |
| 70                        | 1'00"26 |    | Roman Sludnov          | Russia           | 28 giugno 2001    |                     | Mosca, Russia                |       |
| 71                        | 59"97   |    | Roman Sludnov          | Russia           | 29 giugno 2001    |                     | Mosca, Russia                |       |
| 72                        | 59"94   |    | Roman Sludnov          | Russia           | 23 luglio 2001    | Campionati mondiali | Fukuoka, Giappone            |       |
| 73                        | 59"78   |    | Kōsuke Kitajima        | Giappone         | 21 luglio 2003    | Campionati mondiali | Barcellona, Spagna           |       |
| 74                        | 59"30   |    | Brendan Hansen         | Stati Uniti      | 8 luglio 2004     |                     | Long Beach, Stati Uniti      |       |
| 75                        | 59"13   |    | Brendan Hansen         | Stati Uniti      | 2 agosto 2006     |                     | Irvine, Stati Uniti          |       |
| 76                        | 58"91   |    | Kōsuke Kitajima        | Giappone         | 11 agosto 2008    | Giochi olimpici     | Pechino, Cina                |       |
| 77                        | 58"58   |    | Brenton Rickard        | Australia        | 27 luglio 2009    | Campionati mondiali | Roma, Italia                 |       |
| 78                        | 58"46   |    | Cameron van der Burgh  | Sudafrica        | 29 luglio 2012    | Giochi olimpici     | Londra, Regno Unito          |       |
| 79                        | 57"92   |    | Adam Peaty             | Gran Bretagna    | 17 aprile 2015    |                     | Londra, Regno Unito          |       |
| 80                        | 57"55   | b  | Adam Peaty             | Gran Bretagna    | 6 agosto 2016     | Giochi olimpici     | Rio de Janeiro, Brasile      |       |
| 81                        | 57"13   |    | Adam Peaty             | Gran Bretagna    | 7 agosto 2016     | Giochi olimpici     | Rio de Janeiro, Brasile      | [ 1 ] |
| 82                        | 57"10   |    | Adam Peaty             | Gran Bretagna    | 4 agosto 2018     | Campionati europei  | Glasgow, Regno Unito         | [ 2 ] |
| 83                        | 56"88   | sf | Adam Peaty             | Gran Bretagna    | 21 luglio 2019    | Campionati mondiali | Gwangju, Corea del Sud       |       |

Legenda: Ref - Referto della gara;
Record non ottenuti in finale: (b) - batteria; (sf) - semifinale; (s) - staffetta prima frazione.

### Vasca corta
| #  | Tempo | +  | Atleta                 | Nazionalità | Data             | Evento                        | Luogo                         | Ref   |
| -- | ----- | -- | ---------------------- | ----------- | ---------------- | ----------------------------- | ----------------------------- | ----- |
| 1  | 59"07 |    | Greg Rogers            | Australia   | 27 agosto 1993   |                               | Vienna, Austria               |       |
| 2  | 59"02 |    | Frederik Deburghgraeve | Belgio      | 17 febbraio 1996 |                               | Template:Vitax Latina, Italia |       |
| 3  | 58"79 |    | Frederik Deburghgraeve | Belgio      | 3 dicembre 1998  |                               | Vienna, Austria               |       |
| 4  | 58"51 |    | Roman Sludnov          | Russia      | 17 marzo 2000    | Campionati mondiali           | Atene, Grecia                 |       |
| 5  | 58"05 | b  | Ed Moses               | Stati Uniti | 24 marzo 2000    | Campionati NCAA               | Minneapolis, Stati Uniti      |       |
| 6  | 57"66 |    | Ed Moses               | Stati Uniti | 24 marzo 2000    | Campionati NCAA               | Minneapolis, Stati Uniti      | [ 3 ] |
| 7  | 57"47 |    | Ed Moses               | Stati Uniti | 23 gennaio 2002  | Coppa del Mondo               | Stoccolma, Svezia             |       |
| 8  | 56"88 |    | Cameron van der Burgh  | Sudafrica   | 9 novembre 2008  | Coppa del Mondo               | Mosca, Russia                 |       |
| 9  | 56"39 | sf | Cameron van der Burgh  | Sudafrica   | 8 agosto 2009    | Campionati sudafricani        | Pietermaritzburg, Sudafrica   |       |
| 10 | 55"99 |    | Cameron van der Burgh  | Sudafrica   | 9 agosto 2009    | Campionati sudafricani        | Pietermaritzburg, Sudafrica   |       |
| 11 | 55"61 |    | Cameron van der Burgh  | Sudafrica   | 15 novembre 2009 | Coppa del Mondo               | Berlino, Germania             | [ 4 ] |
| 12 | 55"49 |    | Adam Peaty             | Regno Unito | 15 novembre 2020 | International Swimming League | Budapest, Ungheria            |       |
| 13 | 55"41 |    | Adam Peaty             | Regno Unito | 22 novembre 2020 | International Swimming League | Budapest, Ungheria            |       |
| 14 | 55"34 |    | Il'ja Šymanovič        | Bielorussia | 19 dicembre 2020 | Campionati Bielorussi         | Brėst, Bielorussia            |       |

Legenda: Ref - Referto della gara;
Record non ottenuti in finale: (b) - batteria; (sf) - semifinale; (s) - staffetta prima frazione.

## Donne

### Vasca lunga
| #                 | Tempo   | +  | Atleta                 | Nazionalità      | Data              | Evento              | Luogo                         | Ref   |
| ----------------- | ------- | -- | ---------------------- | ---------------- | ----------------- | ------------------- | ----------------------------- | ----- |
| 1                 | 1'37"6  |    | E. van den Bogaert     | Belgio           | 22 luglio 1921    |                     | Bruxelles, Belgio             |       |
| 2                 | 1'33"4  |    | Doris Hart             | Gran Bretagna    | 23 agosto 1922    |                     | Aldershot, Regno Unito        |       |
| 3                 | 1'31"8  |    | Irene Gilbert          | Gran Bretagna    | 30 ottobre 1924   |                     | Rotherham, Regno Unito        |       |
| 4                 | 1'29"0  |    | Erno Huneus            | Germania         | 4 ottobre 1925    |                     | Aquisgrana, Germania          |       |
| 5                 | 1'28"8  |    | Agnes Geraghty         | Stati Uniti      | 13 febbraio 1926  |                     | St. Augustine, Stati Uniti    |       |
| 6                 | 1'26"3  |    | Lotte Mühe             | Germania         | 9 giugno 1928     |                     | Magdeburgo, Germania          |       |
| 7                 | 1'26"2  |    | Else Jacobsen          | Danimarca        | 10 aprile 1932    |                     | Copenaghen, Danimarca         |       |
| 8                 | 1'26"0  |    | Else Jacobsen          | Danimarca        | 11 maggio 1932    |                     | Stoccolma, Svezia             |       |
| 9                 | 1'24"6  |    | Clare Dennis           | Australia        | 14 febbraio 1933  |                     | Unley, Australia              |       |
| 10                | 1'24"5  |    | Anni Holzner           | Germania         | 15 gennaio 1935   |                     | Copenaghen, Danimarca         |       |
| 11                | 1'23"4  |    | Anni Holzner           | Germania         | 16 febbraio 1936  |                     | Halle, Germania               |       |
| 12                | 1'22"8  |    | V. Christensen         | Danimarca        | 8 marzo 1936      |                     | Düsseldorf, Germania          |       |
| 13                | 1'20"2  |    | Anni Holzner           | Germania         | 13 marzo 1936     |                     | Plauen, Germania              |       |
| 14                | 1'19"8  |    | Gisela Grass           | Germania         | 9 maggio 1943     |                     | Lipsia, Germania              |       |
| 15                | 1'19"4  |    | Petronella van Vliet   | Paesi Bassi      | 29 luglio 1946    |                     | Aalst, Belgio                 |       |
| 16                | 1'19"0  |    | Petronella van Vliet   | Paesi Bassi      | 1º agosto 1946    |                     | L'Aia, Paesi Bassi            |       |
| 17                | 1'18"2  |    | Petronella van Vliet   | Paesi Bassi      | 28 aprile 1947    |                     | Arnhem, Paesi Bassi           |       |
| 18                | 1'17"4  |    | Gisele Vallerey        | Francia          | 23 aprile 1950    |                     | Casablanca, Marocco           |       |
| 19                | 1'16"9  |    | Éva Székely            | Ungheria         | 9 maggio 1951     |                     | Mosca, Unione Sovietica       |       |
| Nuovo regolamento |         |    |                        |                  |                   |                     |                               |       |
| 20                | 1'20"3  |    | Karin Beyer            | Germania Est     | 20 luglio 1958    |                     | Berlino Est, Germania Est     |       |
| 21                | 1'19"6  |    | Karin Beyer            | Germania Est     | 12 settembre 1958 |                     | Lipsia, Germania Est          |       |
| 22                | 1'19"1  |    | Wiltrud Urselmann      | Germania Ovest   | 12 marzo 1960     |                     | Zurigo, Svizzera              |       |
| 23                | 1'19"0  |    | Ursula Küper           | Germania Est     | 14 luglio 1960    |                     | Lipsia, Germania Est          |       |
| 24                | 1'18"2  |    | Barbara Göbel          | Germania Est     | 1º luglio 1961    |                     | Rostock, Germania Est         |       |
| 25                | 1'17"9  |    | Claudia Kolb           | Stati Uniti      | 11 luglio 1964    |                     | Los Angeles, Stati Uniti      |       |
| 26                | 1'17"2  |    | Svetlana Babanina      | Unione Sovietica | 3 settembre 1964  |                     | Mosca, Unione Sovietica       |       |
| 27                | 1'16"5  |    | Svetlana Babanina      | Unione Sovietica | 11 maggio 1965    |                     | Tashkent, Unione Sovietica    |       |
| 28                | 1'15"7  |    | Galina Prozumenščikova | Unione Sovietica | 17 luglio 1966    |                     | Leningrado, Unione Sovietica  |       |
| 29                | 1'15"6  |    | Catie Ball             | Stati Uniti      | 28 dicembre 1966  |                     | Fort Lauderdale, Stati Uniti  |       |
| 29 =              | 1'15"6  |    | Catie Ball             | Stati Uniti      | 7 luglio 1967     |                     | Santa Clara, Stati Uniti      |       |
| 30                | 1'14"8  |    | Catie Ball             | Stati Uniti      | 31 luglio 1967    |                     | Winnipeg, Canada              |       |
| 31                | 1'14"6  |    | Catie Ball             | Stati Uniti      | 19 agosto 1967    |                     | Filadelfia, Stati Uniti       |       |
| 32                | 1'14"2  |    | Catie Ball             | Stati Uniti      | 25 agosto 1968    |                     | Los Angeles, Stati Uniti      |       |
| 33                | 1'13"58 |    | Cathy Carr             | Stati Uniti      | 2 settembre 1972  | Giochi olimpici     | Monaco, Germania Ovest        |       |
| 34                | 1'12"91 | b  | Renate Vogel           | Germania Est     | 22 agosto 1974    | Campionati europei  | Vienna, Austria               |       |
| 35                | 1'12"55 |    | Christel Justen        | Germania Ovest   | 23 agosto 1974    | Campionati europei  | Vienna, Austria               |       |
| 36                | 1'12"28 |    | Renate Vogel           | Germania Est     | 1º settembre 1974 |                     | Concord, Stati Uniti          |       |
| 37                | 1'11"93 |    | Carola Nitschke        | Germania Est     | 2 giugno 1976     |                     | Berlino Est, Germania Est     |       |
| 38                | 1'11"11 |    | Hannelore Anke         | Germania Est     | 22 luglio 1976    | Giochi olimpici     | Montréal, Canada              |       |
| 39                | 1'10"86 |    | Hannelore Anke         | Germania Est     | 22 luglio 1976    | Giochi olimpici     | Montréal, Canada              |       |
| 40                | 1'10"31 |    | Julija Bogdanova       | Unione Sovietica | 28 agosto 1978    | Campionati mondiali | Berlino Ovest, Germania Ovest |       |
| 41                | 1'10"20 |    | Ute Geweniger          | Germania Est     | 26 maggio 1980    |                     | Magdeburgo, Germania Est      |       |
| 42                | 1'10"11 |    | Ute Geweniger          | Germania Est     | 24 luglio 1980    | Giochi olimpici     | Mosca, Unione Sovietica       |       |
| 43                | 1'09"52 |    | Ute Geweniger          | Germania Est     | 9 aprile 1981     |                     | Gera, Germania Est            |       |
| 44                | 1'09"39 |    | Ute Geweniger          | Germania Est     | 2 luglio 1981     |                     | Berlino Est, Germania Est     |       |
| 45                | 1'08"60 |    | Ute Geweniger          | Germania Est     | 8 settembre 1981  | Campionati europei  | Spalato, Jugoslavia           |       |
| 46                | 1'08"51 |    | Ute Geweniger          | Germania Est     | 25 agosto 1983    | Campionati europei  | Roma, Italia                  |       |
| 47                | 1'08"29 |    | Sylvia Gerasch         | Germania Est     | 23 agosto 1984    |                     | Mosca, Unione Sovietica       |       |
| 48                | 1'08"11 |    | Sylvia Gerasch         | Germania Est     | 22 agosto 1986    | Campionati mondiali | Madrid, Spagna                |       |
| 49                | 1'07"91 |    | Silke Hörner           | Germania Est     | 21 agosto 1987    | Campionati europei  | Strasburgo, Francia           |       |
| 50                | 1'07"69 |    | Samantha Riley         | Australia        | 11 settembre 1994 | Campionati mondiali | Roma, Italia                  |       |
| 51                | 1'07"46 |    | Penelope Heyns         | Sudafrica        | 4 marzo 1996      |                     | Durban, Sudafrica             |       |
| 52                | 1'07"02 |    | Penelope Heyns         | Sudafrica        | 21 luglio 1996    | Giochi olimpici     | Atlanta, Stati Uniti          |       |
| 53                | 1'06"99 |    | Penelope Heyns         | Sudafrica        | 18 luglio 1999    |                     | Los Angeles, Stati Uniti      |       |
| 54                | 1'06"95 |    | Penelope Heyns         | Sudafrica        | 18 luglio 1999    |                     | Los Angeles, Stati Uniti      |       |
| 55                | 1'06"52 |    | Penelope Heyns         | Sudafrica        | 23 agosto 1999    |                     | Sydney, Australia             |       |
| 56                | 1'06"37 |    | Leisel Jones           | Australia        | 21 luglio 2003    | Campionati mondiali | Barcellona, Spagna            |       |
| 57                | 1'06"20 |    | Jessica Hardy          | Stati Uniti      | 25 luglio 2005    | Campionati mondiali | Montréal, Canada              |       |
| 58                | 1'05"71 |    | Leisel Jones           | Australia        | 3 febbraio 2006   |                     | Melbourne, Australia          |       |
| 59                | 1'05"09 |    | Leisel Jones           | Australia        | 20 marzo 2006     |                     | Melbourne, Australia          |       |
| 60                | 1'04"84 |    | Rebecca Soni           | Stati Uniti      | 27 luglio 2009    | Campionati mondiali | Roma, Italia                  |       |
| 61                | 1'04"45 |    | Jessica Hardy          | Stati Uniti      | 7 agosto 2009     |                     | Federal Way, Stati Uniti      |       |
| 62                | 1'04"35 | sf | Rūta Meilutytė         | Lituania         | 29 luglio 2013    | Campionati mondiali | Barcellona, Spagna            |       |
| 63                | 1'04"13 |    | Lilly King             | Stati Uniti      | 25 luglio 2017    | Campionati mondiali | Budapest, Ungheria            | [ 5 ] |

Legenda: Ref - Referto della gara;
Record non ottenuti in finale: (b) - batteria; (sf) - semifinale; (s) - staffetta prima frazione.

### Vasca corta
| #    | Tempo   | + | Atleta         | Nazionalità | Data              | Evento              | Luogo                        | Ref   |
| ---- | ------- | - | -------------- | ----------- | ----------------- | ------------------- | ---------------------------- | ----- |
| 1    | 1'06"58 |   | Dai Guohong    | Cina        | 4 dicembre 1993   | Campionati mondiali | Palma di Maiorca, Spagna     |       |
| 2    | 1'05"70 |   | Samantha Riley | Australia   | 2 dicembre 1995   | Campionati mondiali | Rio de Janeiro, Brasile      |       |
| 3    | 1'05"57 |   | Penelope Heyns | Sudafrica   | 4 settembre 1999  |                     | Johannesburg, Sudafrica      |       |
| 4    | 1'05"40 |   | Penelope Heyns | Sudafrica   | 26 settembre 1999 |                     | Durban, Sudafrica            |       |
| 5    | 1'05"38 |   | Emma Igelström | Svezia      | 6 aprile 2002     | Campionati mondiali | Mosca, Russia                |       |
| 6    | 1'05"29 |   | Emma Igelström | Svezia      | 15 marzo 2003     |                     | Stoccolma, Svezia            |       |
| 7    | 1'05"11 |   | Emma Igelström | Svezia      | 16 marzo 2003     |                     | Stoccolma, Svezia            |       |
| 8    | 1'05"09 |   | Leisel Jones   | Australia   | 28 novembre 2003  | Coppa del Mondo     | Melbourne, Australia         |       |
| 9    | 1'04"79 |   | Tara Kirk      | Stati Uniti | 19 marzo 2004     |                     | College Station, Stati Uniti |       |
| 10   | 1'04"12 |   | Leisel Jones   | Australia   | 27 agosto 2006    |                     | Hobart, Australia            |       |
| 11   | 1'03"86 |   | Leisel Jones   | Australia   | 28 agosto 2006    |                     | Hobart, Australia            |       |
| 12   | 1'03"72 |   | Leisel Jones   | Australia   | 26 aprile 2008    |                     | Canberra, Australia          |       |
| 13   | 1'03"00 |   | Leisel Jones   | Australia   | 14 novembre 2009  | Coppa del Mondo     | Berlino, Germania            |       |
| 14   | 1'02"70 |   | Rebecca Soni   | Stati Uniti | 19 dicembre 2009  | Duel in the Pool    | Manchester, Regno Unito      |       |
| 15   | 1'02"36 |   | Rūta Meilutytė | Lituania    | 12 ottobre 2013   | Coppa del Mondo     | Mosca, Russia                | [ 6 ] |
| 15 = | 1'02"36 |   | Alia Atkinson  | Giamaica    | 6 dicembre 2014   | Campionati mondiali | Doha, Qatar                  | [ 7 ] |
| 15 = | 1'02"36 |   | Alia Atkinson  | Giamaica    | 26 agosto 2016    | Coppa del Mondo     | Chartres, Francia            | [ 8 ] |

Legenda: Ref - Referto della gara;
Record non ottenuti in finale: (b) - batteria; (sf) - semifinale; (s) - staffetta prima frazione.